# Maki F102
O  F102  é o modelo da Maki do GP do Japão de 1976 da F1. Foi guiado por Tony Trimmer.